# 巴里州
巴里州是索馬里東北部的一個州，北臨亞丁灣，東臨印度洋。哈豐角是非洲的最東端。面積70,088平方公里。首府博薩索。目前由邦特蘭所控制。